# 天主教高雄教區
天主教高雄教區是天主教會在台灣南部設置的一個教區，成立於1961年，管轄範圍包括高雄市及屏東縣，其歷史可追溯至1913年成立的「台灣宗座監牧區」，為台灣歷史最悠久的天主教會管區。現任主教為劉振忠總主教，副主教為黃忠偉神父，教區內共有約90位神父及150位修女服務。由於高雄為近代台灣天主教會的起始地，故該教區也是除了台北之外，另一個天主教會在台灣相當活躍的區域。

## 沿革
近代天主教在台灣的開教便是始於高雄。清咸豐九年（1859年）5月18日，三位來自菲律賓的西班牙籍道明會傳教士及五位本國籍教友傳道員，從中國大陸橫渡台灣海峽抵達打狗港，同年12月在靠近愛河口、即今日玫瑰聖母聖殿主教座堂的位置上興建了簡易傳教所，成為天主教會在台灣的第一個據點。
天主教傳入台灣後，因地緣上的關係，先是屬於福建代牧區（現福州教區之前身）管理，1883年改歸新成立的廈門代牧區（現廈門教區之前身），進入日治時期後仍然沒有改變，因而形成了台灣已成為日本領土、教會事務卻仍由中國方面管理的現象。有鑑於此，聖座在1913年7月19日成立台灣宗座監牧區（拉丁語：Praefectura Apostolica de Formosa），涵蓋範圍為整個日屬台灣（台灣與澎湖群島）。由於台灣的天主教會是由道明會在高雄開創的，故歷任台灣宗座監牧多由道明會士擔任，僅里脇淺次郎一人在日治時期末期擔任監牧；高雄的前金教會（今 玫瑰聖母聖殿主教座堂），則成為監牧的主要駐地。
1949年12月30日，聖座將台灣中北部劃出台灣宗座監牧區成立台北宗座監牧區，而原有的台灣宗座監牧區更名為高雄宗座監牧區，轄有高雄市、台中市、台南市、嘉義市，以及台中縣、台南縣、高雄縣、台東縣、澎湖縣（當時彰化、南投、雲林、嘉義、屏東等5縣尚未建立），由道明會的陳若瑟神父（Joseph Arregui y Yparaguirre, O.P.）出任宗座監牧。至1951年1月26日，聖座將台中市、台中縣、彰化縣及南投縣劃出高雄宗座監牧區，成立台中宗座監牧區（台中教區之前身）。1952年8月7日，聖座在台灣建立聖統制，同時將雲林縣、嘉義縣（市）、台南縣市、澎湖縣獨立成為嘉義宗座監牧區（嘉義教區之前身）。此後便維持高雄市縣、屏東縣（原日治時期高雄州）的範圍至今。
1961年3月21日，高雄宗座監牧區升格為高雄教區，教座則設置於玫瑰聖母聖殿主教座堂，國籍道明會士鄭天祥神父獲教宗若望二十三世任命為首任高雄教區主教，並獲領總主教銜，同年5月21日在羅馬祝聖。1998年，第二任高雄教區主教單國璽獲時任教宗若望保祿二世擢升為樞機，成為台灣第一位獲得此榮銜者。

## 堂區
高雄教區共管轄58個堂區。此外，整個教區另劃分為九個總鐸區（Deanery），每個總鐸區由區內各堂區的本堂神父（Pastor）之中選出一位總鐸（Dean），以利教務管理。

### 第一總鐸區
- 玫瑰聖母聖殿主教座堂（高雄市苓雅區；前金天主堂）
- 法蒂瑪聖母堂 （页面存档备份，存于）（高雄市新興區）
- 救世主堂（高雄市三民區）
- 聖味增德堂（高雄市苓雅區）
- 聖文生堂（高雄市苓雅區）
- 聖母顯靈聖牌堂（高雄市鹽埕區）

### 第二總鐸區
- 海星聖母堂（高雄市旗津區；旗津天主堂）
- 聖董文學堂（高雄市前鎮區）
- 善導之母堂（高雄市前鎮區）
- 聖家堂（高雄市前鎮區）
- 耶穌聖體堂（高雄市鳳山區）
- 勝利之堂（高雄市小港區）
- 聖若瑟堂（高雄市小港區）

### 第三總鐸區
- 聖女小德蘭堂 （页面存档备份，存于）（高雄市左營區）
- 萬福中華聖母堂 （页面存档备份，存于）（高雄市鼓山區）
- 露德聖母堂（高雄市鼓山區）
- 聖神堂（高雄市三民區）
- 聖道明堂（高雄市三民區）
- 聖加大利納堂（高雄市三民區）
- 後勁聖若瑟堂（高雄市楠梓區）
- 莒光聖保祿堂（高雄市楠梓區）

### 第四總鐸區
- 耶穌聖名堂（高雄市鳥松區）
- 耶穌君王堂（高雄市鳳山區）
- 耶穌善牧堂（高雄市鳳山區）
- 聖尼各老堂（高雄市大寮區）
- 聖十字堂（高雄市大寮區）
- 聖奧斯定堂（高雄市林園區）

### 第五總鐸區
- 聖文生堂（高雄市岡山區）
- 聖女拉波萊堂（高雄市燕巢區）
- 聖若瑟堂（高雄市路竹區）
- 聖道明堂（高雄市橋頭區）
- 聖母升天堂（高雄市仁武區）
- 聖家堂（高雄市楠梓區）
- 露庇聖母堂（高雄市梓官區）

### 第六總鐸區
- 聖若瑟堂（高雄市旗山區）
- 聖十字架堂（屏東縣屏東市）
- 聖劉方濟堂（屏東縣屏東市）
- 聖三堂（屏東縣里港鄉）
- 聖若瑟堂（屏東縣高樹鄉）
- 聖道明堂（屏東縣長治鄉）
- 萬金聖母聖殿（屏東縣萬巒鄉；萬金天主堂）

### 第七總鐸區
- 聖若翰堂（屏東縣潮州鎮）
- 聖彌額爾堂（屏東縣東港鎮）
- 聖母元堂（屏東縣萬巒鄉）
- 耶穌君王堂（屏東縣內埔鄉）
- 聖玫瑰堂（屏東縣萬丹鄉）
- 光榮聖十字架堂（屏東縣佳冬鄉）
- 中華聖母堂（屏東縣恆春鎮）
- 聖瑪爾定堂（屏東縣南州鄉）

### 第八總鐸區
- 法蒂瑪聖母堂（屏東縣泰武鄉）
- 聖保祿堂（屏東縣來義鄉）
- 玫瑰堂（屏東縣春日鄉）
- 聖保祿堂（屏東縣牡丹鄉）

### 第九總鐸區
- 聖十字架堂（屏東縣三地門鄉）
- 聖若瑟堂（屏東縣瑪家鄉；北葉天主堂）
- 耶穌聖心堂（屏東縣霧台鄉）
- 聖瑪達肋納堂（高雄市六龜區；六龜天主堂）
- 聖方濟堂（高雄市桃源區）
- 聖維雅納堂（高雄市杉林區大愛路）
- 獻主堂（高雄市茂林區）

## 歷任首牧列表

### 台灣宗座監牧區宗座監牧
| 任 | 中文姓名       | 英文姓名 | 任期                         |
| 1  | 林牧才神父     |          | 1913年－1921年               |
| 2  | 楊多默神父     |          | 1921年－1932年               |
| 3  | 里脇淺次郎神父 |          | 1941年－1946年               |
| 4  | 陳若瑟神父     |          | 1948年3月5日－1949年12月30日 |

### 高雄宗座監牧區宗座監牧
| 任 | 中文姓名   | 英文姓名 | 任期                          |
| 1  | 陳若瑟神父 |          | 1949年12月30日－1961年3月21日 |

### 高雄教區主教
| 任       | 中文姓名     | 英文姓名 | 任期                                                  |
| 1        | 鄭天祥總主教 |          | 1961年3月21日－1990年8月19日                          |
| 教區署理 | 林吉男神父   |          | 1990年8月19日－1991年3月4日                           |
| 2        | 單國璽樞機   |          | 1991年6月7日－2006年1月5日（1998年2月21日受封為樞機） |
| 3        | 劉振忠總主教 |          | 2006年1月5－迄今                                      |

## 教區各單位

### 主教公署
高雄教區的最高統轄機構為高雄主教公署，本部位於高雄市苓雅區四維三路125號，主教公署內設署長（王志偉蒙席）、秘書長（黃忠偉副主教）、總務長（謝聰智神父）等職務，主教公署之下共設有14個委員會、教區法庭、教區參議會、司鐸諮議會等單位，共同肩負起教區內教務的運作。此外，在玫瑰聖母聖殿主教座堂旁，另設有「高雄天主教中心」，為教區內重要的活動場所。

### 相關機構
| 各級學校： - 文藻外語大學 - 救主之母教區傳教修院 - 高雄市私立道明高級中學 - 高雄市私立明誠高級中學 - 屏東縣私立新基高級中學 - 鼓山道明外僑學校 | 其他機構： - 真福山社福園區 - 善導週刊社 - 四維文教院 - 墾丁天主教學生活動中心 - 天主教增德兒童合唱團 - 天主教社會慈善福利基金會 - 聖功醫院 - 天主教少年城 - 三地門少女城 - 永泉牧靈教義禮儀研究中心 |

### 引用
1. ↑  此為在中華民國內政部登記在案的宗教財團法人名稱。
2. ↑   (PDF).   [2012-06-19]. （原始内容存档 (PDF)于2013-10-31）.
3. ↑  汪傳德.  再版. 聞道出版社. 2008年4月: 第126頁 [1992-12]. ISBN 978-986-7653-65-9.

### 书籍
- 《台灣天主教手冊》2010年版，台灣地區主教團秘書處編譯，天主教教務協進會出版社出版

## 外部連結
- 高雄教區入口網站 （页面存档备份，存于）
- 真福山社福文教中心